# Jen Kiggans

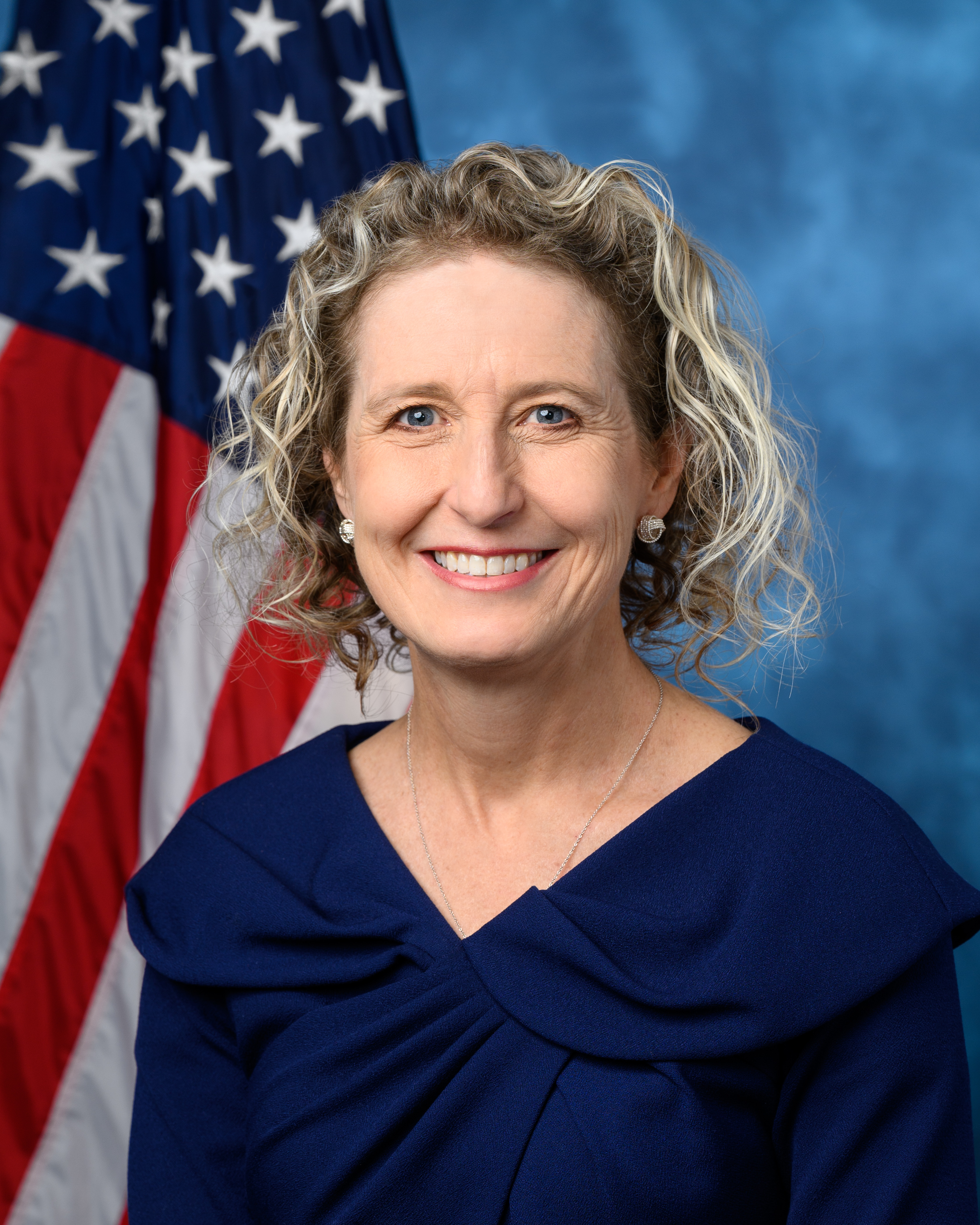
Jen Kiggans (2023)

Jennifer „Jen“ Ann Kiggans (geb. Jennifer Ann Moore, * 18. Juni 1971 in Tampa, Florida) ist eine US-amerikanische Politikerin der Republikanischen Partei. Seit dem 3. Januar 2023 vertritt sie den 2. Kongresswahlbezirk Virginias im US-Repräsentantenhaus.

## Leben und Werdegang
Kiggans wuchs im US-Bundesstaat Florida auf. Von 1989 bis 1993 studierte sie Internationale Beziehungen an der Boston University und erwarb einen Bachelor of Arts. 2011 erwarb sie einen weiteren Bachelorabschluss, diesmal in Krankenpflege an der Old Dominion University sowie 2012 einen Master im gleichen Feld von der Vanderbilt University.
Nach ihrem College-Abschluss in Boston lebte sie von 1993 bis 1994 in Japan und betätigte sich dort als Englischlehrerin. Im Anschluss trat Kiggans der United States Navy bei und wurde dort zur Hubschrauberpilotin ausgebildet. Insgesamt diente sie 10 Jahre in der Marine.
Kiggans ist katholisch und lebt mit ihrem Mann – ebenfalls ein ehemaliger Marineflieger – und den vier gemeinsamen Kindern in Virginia Beach.

## Politische Karriere

### Virginia State Senate (2020–2023)
2019 bewarb sich Kiggans um die Nachfolge des in den Ruhestand gegangenen Frank Wagner im Senat von Virginia. Die Vorwahl der Republikaner konnte sie mit 51,6 % der Stimmen knapp für sich entscheiden. Auch der Ausgang der Hauptwahl war eng, am Ende gewann sie mit 50,4 % und weniger als einem Prozentpunkt Vorsprung gegen ihre demokratische Kontrahentin Cheryl Turpin.

### US-Repräsentantenhaus (seit 2023)

#### Wahl
Bei den Wahlen zum US-Repräsentantenhaus 2022 forderte sie die demokratische Mandatsinhaberin Elaine Luria heraus. Am Wahltag konnte Kiggans mit 52 % zu 47,9 % den Sitz im 2. Kongresswahlbezirk Virginias für sich gewinnen und damit dazu beitragen, dass die Republikaner die Mehrheit im Repräsentantenhaus zurückerobern konnten. Ihr Wahlkreis liegt im Osten des Bundesstaats und erstreckt sich vom Virginia-Teil der Delmarva-Halbinsel bis zur Staatsgrenze mit North Carolina. Er gilt als einer der kompetitivsten Wahlbezirke in den USA.
Als Jen Kiggans sich bei der Kongresswahl 2024 zur Wiederwahl stellte, musste sie sich in der Vorwahl keinem Herausforderer stellen. In der Hauptwahl für ihre zweite Legislaturperiode gegen die Demokratin Missy Cotter Smasal und den Unabhängigen Robert Reid gewann sie mit 50,8 %. Ihre Zweite Amtszeit im Repräsentantenhaus des 119. Kongresses läuft bis zum 3. Januar 2024.

#### Ausschüsse
Im 119. Kongress sitzt Kiggans in folgenden Ausschüssen und Unterausschüssen (in kursiv):
- United States House Committee on Armed Services (Streitkräfteausschuss)
  - Cyber, Informationstechnologie und Innovation
  - Einsatzbereitschaft
  - Seemacht und Machtprojektionsstreitkräfte
- United States House Committee on Veterans’ Affairs (Ausschuss für Veteranenangelegenheiten)
  - Aufsicht und Untersuchungen (Vorsitz)
  - Gesundheit
- United States House Committee on Natural Resources (Ausschuss für Natürliche Ressourcen und Öffentliche Landnutzung)
  - Wasser, Tierwelt und Fischerei (stellv. Vorsitz)
  - Energie und Bodenschätze

Zudem gehört sie der Republican Main Street Partnership an, einem Zusammenschluss eher moderater Republikaner.